# Australische Badmintonmeisterschaft 1961
Die Australische Badmintonmeisterschaft 1961 fand in Newcastle statt. Es war die 20. Austragung der Badmintontitelkämpfe von Australien.

## Titelträger
| Disziplin    | Sieger                        |
| ------------ | ----------------------------- |
| Herreneinzel | Ong Eng Hong                  |
| Dameneinzel  | Joy Twining                   |
| Herrendoppel | Ong Soo Kit Andrew Ong        |
| Damendoppel  | June Bevan June Walsh         |
| Mixed        | Stan Russell Margaret Russell |